# Fernando Muslera
Néstor Fernando Muslera Micol (* 16. Juni 1986 in Buenos Aires) ist ein uruguayischer Fußballtorhüter. Von Sommer 2011 bis Juli 2025 stand Muslera bei Galatasaray Istanbul unter Vertrag und ist seit dem 29. März 2016 Rekordtorhüter der uruguayischen Nationalmannschaft. Mit wettbewerbsübergreifend 19 nationalen Titeln ist er der erfolgreichste Fußballer in der Türkei.

## Karriere
Fernando Muslera wurde als Sohn des Kellners Hugo und der Hausfrau Norma Muslera geboren. Zusammen mit seinen Eltern und seiner Schwester Carolina wuchs er bis zu seinem 16. Lebensjahr im montevideanischen Barrio Lavalleja auf, anschließend zog die Familie ins Barrio Prado. Im Alter von vier Jahren begann Fernando mit dem Fußballspielen beim Club Ferrocarril Oeste, später wechselte er zu Royal, bevor er sich schließlich Cosmos anschloss. Bis zu seinem achten Lebensjahr spielte er als Mittelstürmer. Als Zwölfjähriger wechselte er zu den Wanderers, bei denen er auch seine Profikarriere begann. Am 12. Januar 2007 wechselte er für ein Jahr auf Leihbasis zu Nacional Montevideo. Eine Leihgebühr wurde nicht fällig.

### Lazio Rom
Im Sommer 2007 wurden einige europäische Topclubs auf den talentierten Torhüter aufmerksam. Der italienische Champions-League-Teilnehmer Lazio Rom sicherte sich schließlich seine Dienste für drei Millionen Euro. Muslera kam als Ersatz für Angelo Peruzzi, der seine Karriere im Sommer beendet hatte.
Sein Debüt in der Serie A gab er am 16. September 2007 beim 2:2 gegen Cagliari Calcio. In seiner ersten Saison in Italien war er nach Fehlern im Spiel gegen AC Mailand (1:5) jedoch nur noch Ersatzmann des ältesten Spielers der Liga, Marco Ballotta. Nach dessen Vertragsende im Sommer 2008 konnte er sich dann als Stammtorwart durchsetzen.

### Galatasaray Istanbul
Am 19. Juli 2011 wurde offiziell bekanntgegeben, dass Muslera in die Türkei zu Galatasaray Istanbul wechselt. Er unterschrieb dort einen Fünfjahresvertrag. Am 8. April 2012, dem letzten Spieltag der Saison, erzielte er mit einem Elfmeter in der 83. Minute gegen Manisaspor sein erstes Ligaspiel-Tor für Galatasaray.
Muslera holte bis zur Saison 2018/19 13 nationale Pokale mit Galatasaray Istanbul und konnte sich als Fanliebling etablieren. Zudem ist er der Ausländer mit den meisten Einsätzen für Galatasaray. Am 27. Spieltag der Saison 2019/20 verletzte sich Muslera bei einer Kollision mit dem Gegenspieler Milan Škoda von Çaykur Rizespor schwer. Der Torhüter erlitt einen Schien- und Wadenbeinbruch. Muslera kehrte nach sieben Monaten gegen Denizlispor zurück. Am 27. Februar 2021 kam der uruguayische Torhüter für die Gelb-Roten zu seinem 300. Ligaspiel. Vor der Begegnung gegen BB Erzurumspor überreichte ihm sein Cheftrainer Fatih Terim eine Plakette. Während der Saison 2020/21 verlängerte Muslera seinen Vertrag mit Galatasaray Istanbul bis zum Ende der Saison 2023/24. Am 3. Oktober 2021 absolvierte Fernando Muslera in der Ligabegegnung gegen Çaykur Rizespor wettbewerbsübergreifend sein 400. Pflichtspiel für Galatasaray Istanbul. In der Ligapartie gegen Hatayspor am 2. April 2024 absolvierte Fernando Muslera sein 500. Pflichtspiel für Galatasaray Istanbul.
Am 20. Spieltag der Saison 2024/25 absolvierte Muslera sein 428. Süper-Lig-Spiel. Er zog mit Bülent Korkmaz gleich und ist seitdem Rekordspieler von Galatasaray in der Süper Lig. Muslera gewann mit Galatasaray Istanbul sowohl die türkische Meisterschaft als auch den Pokal. Mit diesen beiden Erfolgen wurde er zum erfolgreichsten Spieler im türkischen Fußball. Er ist mit seinem achten Meistertitel Rekordhalter, gemeinsam mit Bülent Korkmaz, Suat Kaya und Hakan Şükür. Nach 14 Jahren bei den Gelb-Roten verabschiedete sich der uruguayische Torhüter von Galatasaray Istanbul. Muslera hat insgesamt 443 Liga- und 551 Pflichtspiele absolviert. In der Süper Lig erzielte er zwei Tore, beide durch Elfmeter.

### Nationalmannschaft

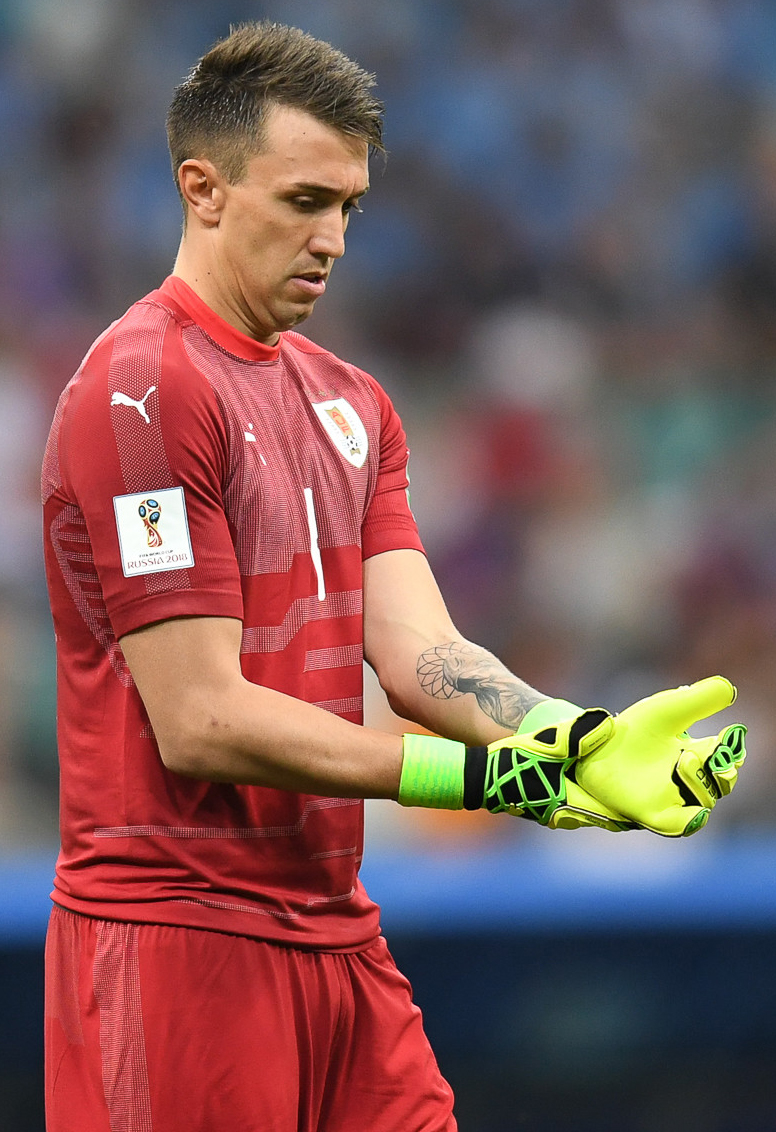
Fernando Muslera bei der WM 2018

Muslera zählte 2003 zur von Jorge Da Silva trainierten U-17-Auswahl Uruguays, die an der U-17-Südamerikameisterschaft 2003 in Bolivien teilnahm und den 4. Platz belegte. Er war 2005 Kadermitglied der uruguayischen U-20-Auswahl bei der U-20-Südamerikameisterschaft 2005 in Kolumbien. Im Verlaufe des Turniers war er Stammtorhüter der Celeste.
Muslera debütierte am 10. Oktober 2009 in der WM-Qualifikationspartie in Quito gegen Ecuador unter Trainer Óscar Tabárez in der uruguayischen A-Nationalmannschaft. Bei der Fußball-Weltmeisterschaft 2010 in Südafrika belegte er mit Uruguay als Stammtorhüter der A-Nationalmannschaft den vierten Platz. Als einzige Mannschaft neben Portugal überstand die Mannschaft die Vorrunde ohne Gegentreffer. Außerdem hielt Muslera im Elfmeterschießen gegen Ghana im Viertelfinale zwei Elfmeter. Während des Turniers stellte er einen neuen Rekord für uruguayische Torhüter während eines WM-Turniers auf: er blieb 337 Minuten in Folge ohne Gegentor. Der alte, von Ladislao Mazurkiewicz aufgestellte Rekord von 270 Minuten ohne Gegentor stammte aus dem WM-Turnier von 1970. 2011 gewann er mit Uruguay die Copa América. 2013 belegte er mit der Celeste den vierten Platz beim FIFA-Konföderationen-Pokal. Bei der Weltmeisterschaft 2014 in Brasilien gehörte er erneut dem Aufgebot Uruguays an. Muslera war wie bereits bei der WM 2010 in Südafrika erster Torwart und erreichte mit Uruguay das Achtelfinale, in dem sein Team Kolumbien mit 0:2 unterlag. 2015 nahm er mit der Celeste an der Copa América in Chile teil, bei der Uruguay im Viertelfinale ausschied.
Am 29. März 2016 löste er mit seinem 79. Länderspiel Rodolfo Rodríguez als uruguayischen Rekordtorhüter ab. Bei der Fußball-Weltmeisterschaft 2018 stand Fernando Muslera gegen Russland zum 14. Mal bei einem WM-Spiel im Tor. Er überholte damit Ladislao Mazurkiewicz und ist alleiniger Rekordhalter des Landes. Zeitgleich absolvierte Muslera im WM-Achtelfinale gegen Portugal (2:1) sein 100. Länderspiel. Bei dem Turnier in Russland erreichte Muslera das Viertelfinale mit Uruguay, wo man gegen den späteren Weltmeister Frankreich (0:2) verlor. Das zweite Tor der Franzosen durch Griezmann war einem Patzer Musleras verschuldet.
Im April 2024 gab der Uruguayische Fußballverband den Rücktritt von Fernando Muslera in der Nationalmannschaft bekannt. Sein letztes Länderspiel war am 11. Juni 2022 im Freundschaftsspiel gegen Panama.

## Erfolge
Nationalmannschaft
- Copa-América-Sieger 2011

Lazio Rom
- Italienischer Pokalsieger: 2008/09
- Italienischer Supercupsieger: 2009

Galatasaray Istanbul
- Türkischer Meister (8): 2011/12, 2012/13, 2014/15, 2017/18, 2018/19, 2022/23, 2023/24 2024/25
- Türkischer Supercupsieger (6): 2012, 2013, 2015, 2016, 2019, 2023
- Türkischer Fußballpokal (5): 2013/14, 2014/15, 2015/16, 2018/19, 2024/25

## Auszeichnungen
- Fußballer des Jahres der türkischen Süper Lig: 2014/15 (UEFA-Internetpräsenz)[21]
- Bester Torhüter des Jahres der türkischen Süper Lig: 2018